# McKinnon (Wyoming)
McKinnon es un lugar designado por el censo ubicado en el condado de Sweetwater en el estado estadounidense de Wyoming. En el año 2010 tenía una población de 60 habitantes y una densidad poblacional de 0.75 personas por km².

## Geografía
McKinnon se encuentra ubicado en las coordenadas 41°1′45.16″N 109°52′48.72″O / 41.0292111, -109.8802000. Según la Oficina del Censo, la localidad tiene un área total de 79,9 km² (30,8 mi²), de la cual 79,9 km² (30,8 mi²) es tierra y 0 km² (0 mi²) (0.0%) es agua.

### Localidades adyacentes
El siguiente diagrama muestra a las localidades en un radio de 68 kilómetros (42,3 mi) de McKinnon.

## Demografía
En el 2000 la renta per cápita promedia del hogar era de $80.216, y el ingreso promedio para una familia era de $81.998. El ingreso per cápita para la localidad era de $37.833. En 2000 los hombres tenían un ingreso per cápita de $53.750 contra $25.417 para las mujeres. Ninguno de la población estaba bajo el umbral de pobreza nacional.